# Guadiamar
Le Guadiamar est une rivière espagnole, affluent du Guadalquivir.